# Gorino (Kaliningrad)
Gorino (russisch Горино, bis etwa 2003 Garino, deutsch Ober Eißeln, 1938 bis 1945 Obereißeln, auch: Mattischken, 1938 bis 1945 Klingsporn, litauisch Eisuliai, auch Matiškiai) ist ein Ort in der russischen Oblast Kaliningrad und gehört zur kommunalen Selbstverwaltungseinheit Munizipalkreis Neman im Rajon Neman.

## Geographische Lage
Gorino liegt sechs Kilometer östlich der Stadt Neman (Ragnit) an der Regionalstraße 27A-025 (ex R508) in Richtung Krasnosnamensk (Lasdehnen/Haselberg). Innerorts zweigt eine Nebenstraße nach Bolschoje Selo (Unter Eißeln) ab. Eine Bahnanbindung besteht nicht.

## Geschichte

### Ober Eißeln

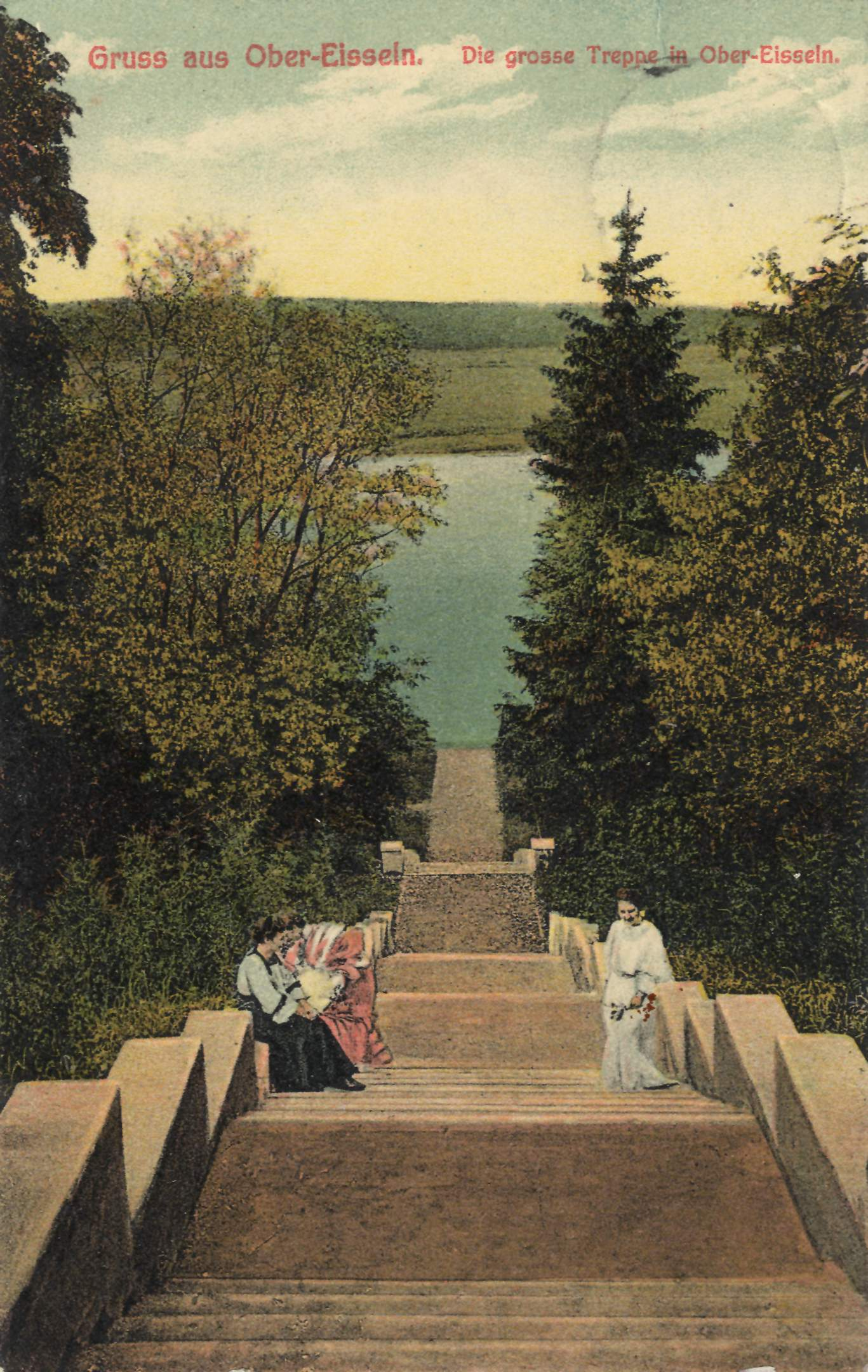
Die große Treppe in Ober Eißeln (Ansichtskarte)

Das einst Ober Eißeln genannte Dorf ist eine der ältesten Siedlungen im Landkreis Tilsit-Ragnit und galt als eines der vier Musterdörfer im Kreisgebiet. Für das Jahr 1629 ist ein Krug urkundlich bestätigt, und es gab bereits das Gut Ober Eißeln. In der Vorordenszeit existierte hier eine Kultstätte der Prußen. Bis 1945 bestand der Ort neben dem Gut noch aus mehreren kleinen Höfen.
Zwischen 1874 und 1945 war Ober Eißeln Sitz und damit namensgebend für einen Amtsbezirk, der bis 1922 zum Kreis Ragnit, danach – ab 1939 „Amtsbezirk Obereißeln“ genannt – zum Landkreis Tilsit-Ragnit im Regierungsbezirk Gumbinnen der preußischen Provinz Ostpreußen gehörte.
Im Jahre 1910 zählte Ober Eißeln 381 Einwohner. Am 30. September 1928 vergrößerte sich die Landgemeinde um den Gutsbezirk Karlsberg, der eingemeindet wurde. Die Einwohnerzahl des Dorfes stieg bis 1933 auf 428 und – ab 1938 als „Obereißeln“ bezeichnet – belief sich 1939 noch auf 404. Der Ort war ein beliebtes Ausflugsziel für die Dampfer aus Tilsit.

### Mattischken (Klingsporn) / Schurawlewo
Der Ort Mattischken bestand aus einigen großen und kleinen Höfen, der bei der Bildung der Amtsbezirke im Jahr 1874 als Landgemeinde in den Amtsbezirk Tischken gelangte. Sie gehörte bis 1922 zum Kreis Ragnit, danach zum Landkreis Tilsit-Ragnit im Regierungsbezirk Gumbinnen der preußischen Provinz Ostpreußen.
Im Jahre 1910 waren in Mattischken 190 Einwohner registriert. Ihre Zahl betrug 1933 133 und belief sich 1939 auf 125. Inzwischen war im Jahr 1938 der Ort in „Klingsporn“ umbenannt worden.
Wie alle Dörfer im nördlichen Ostpreußen wurde der Ort im Jahre 1945 der Sowjetunion zugeordnet. Er erhielt dann im Jahr 1950 die russische Bezeichnung „Schurawlewo“ und wurde gleichzeitig in den Dorfsowjet Bolschesselski im Rajon Sowetsk eingegliedert.

### Garino/Gorino
Im Jahr 1950 erhielt Ober Eißeln die russische Bezeichnung Garino. Gleichzeitig wurde das Dorf in den Dorfsowjet Bolschesselski selski Sowet im Rajon Sowetsk eingegliedert, dessen Verwaltungssitz Garino vor 1967 selber übernahm. Schon 1947 war der Ort Karlsberg wieder eigenständig in Korobowo umbenannt und ebenfalls in den Bolschesselski selski Sowet eingeordnet worden. Vor 1975 wurde dann Korobowo (wieder) an Garino angeschlossen. Etwa um 1990 wurde der Ort Schurawlewo an Garino angeschlossen. Etwa 2003 wurde Garino in Gorino umbenannt. Von 2008 bis 2016 gehörte der Ort zur städtischen Gemeinde Nemanskoje gorodskoje posselenije, von 2017 bis 2021 zum Stadtkreis Neman und seither zum Munizipalkreis Neman.

### Amtsbezirk Ober Eißeln/Obereißeln (1874–1945)
Zwischen 1874 und 1945 bestand der bis 1922 zum Kreis Ragnit, dann zum Landkreis Tilsit-Ragnit gehörende Amtsbezirk Ober Eißeln (ab 1939: Amtsbezirk Obereißeln). Wurde er anfangs aus sechs Dörfern gebildet, waren es am Ende nur noch vier:
| Name               | Änderungsname von 1938 | russischer Name nach 1945 | Bemerkungen                         |
| ------------------ | ---------------------- | ------------------------- | ----------------------------------- |
| Jautelischken      | Tehlen                 | Kuprijanowo               | 1928 nach Tussainen eingegliedert   |
| Karlsberg          |                        | Korobowo                  | 1928 nach Ober Eißeln eingegliedert |
| Klein Lenkeningken | Kleinlenkenau          | Kustowo                   |                                     |
| Ober Eißeln        | Obereißeln             | Gorino                    |                                     |
| Tussainen          |                        | Tschapajewo               |                                     |
| Unter Eißeln       | Untereißeln            | Bolschoje Selo            |                                     |

## Bismarckturm

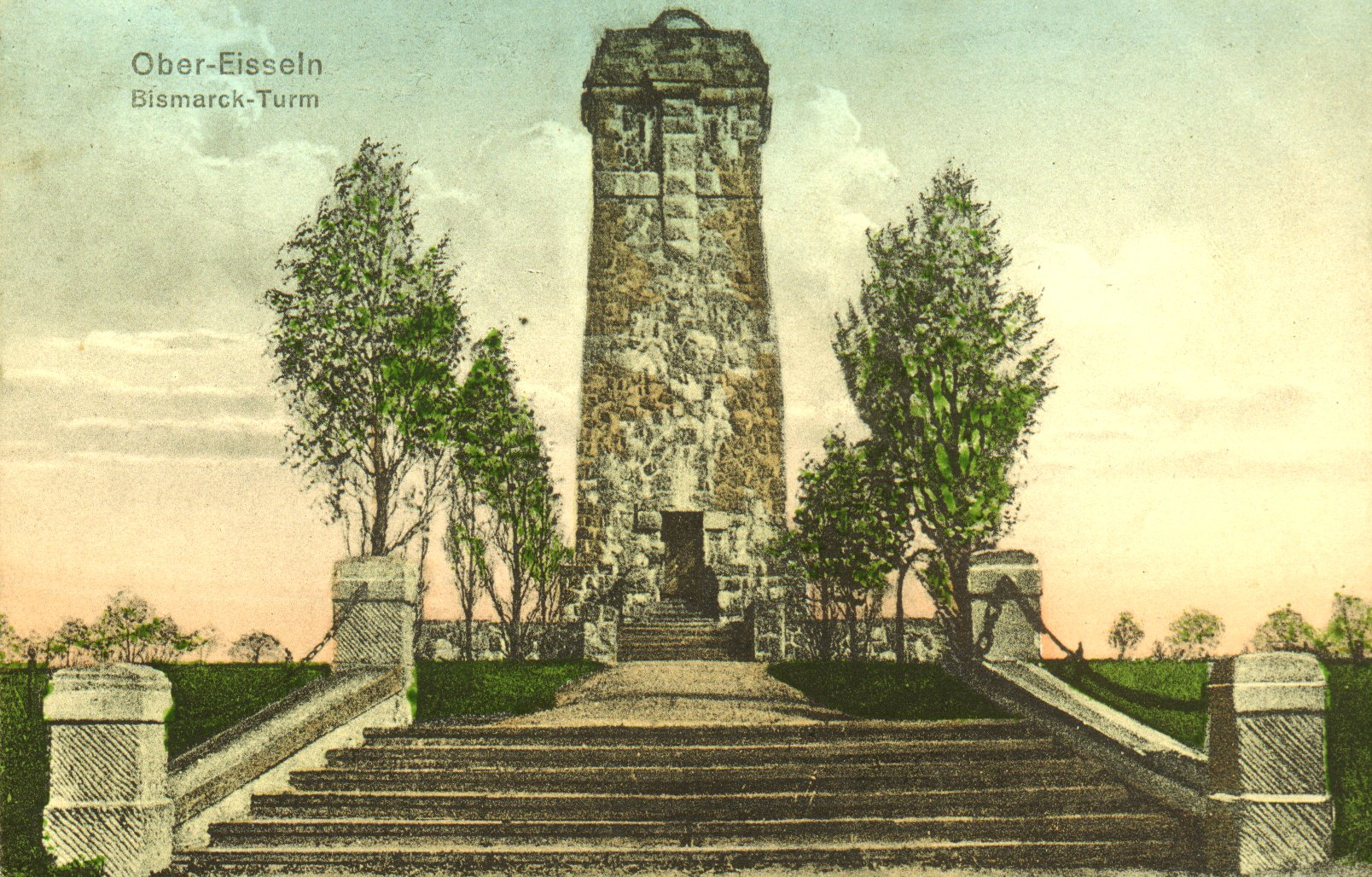
Bismarckturm

Es war der Oberpräsidialrat und spätere Landrat Graf Georg von Lambsdorff, der für Ober Eißeln den Bau des Bismarckturms (russisch Башня Бисмарка) als Aussichtsturm mit Feuerschale anregte. Geplant war die Errichtung bereits 1899. Nördlich vom Dorf gelegen, entstand der Bau nach dem Entwurf des Baumeisters Schaffenhauer aus Wetzlar durch Kreisbaumeister Ewermann aus Ragnit. Das Bauwerk konnte erst am 17. August 1912 eingeweiht werden.
Nach 1945 verfiel es. Heute stehen noch Ruinenreste.

## Kirche
Mit seiner überwiegend evangelischen Bevölkerung war Ober Eißeln resp. Obereißeln bis 1945 in das Kirchspiel der Kirche in Ragnit eingepfarrt. Sie gehörte zur Diözese Ragnit im Kirchenkreis Tilsit-Ragnit innerhalb der Kirchenprovinz Ostpreußen der Kirche der Altpreußischen Union. Heute liegt Gorino im weitläufigen Einzugsbereich der neu entstandenen evangelisch-lutherischen Gemeinde in Sabrodino (Lesgewangminnen, 1938 bis 1946 Lesgewangen) innerhalb der Propstei Kaliningrad (Königsberg) der Evangelisch-lutherischen Kirche Europäisches Russland.